# Major Rocha
Wherles Fernandes da Rocha (Rio Branco, 23 de outubro de 1968), mais conhecido como Major Rocha, é um bacharel em Direito,  policial militar reformado e político brasileiro, foi vice-governador do estado Acre e filiado ao Movimento Democrático Brasileiro (MDB). Foi eleito deputado federal pelo Acre, entre 2015 e 2018, quando teve que deixar o cargo para assumir a vice-governadoria do Estado, era o vice-líder de seu partido na Câmara dos Deputados.
Antes exerceu, também, o cargo de deputado estadual pelo Acre entre 2011 e 2015.

## Troca de acusações com ex-presidente Lula
O deputado Major Rocha envolveu-se em uma polêmica com o ex-presidente Luiz Inácio Lula da Silva. Rocha foi o autor de uma representação contra o ex-presidente junto à Procuradoria Geral da República, com denúncia envolvendo irregularidades na reforma de um sítio de “um amigo” do ex-presidente e o pedido feito por Lula ao então presidente da construtora OAS, Leo Pinheiro, para que a empreiteira assumisse a construção de vários prédios da cooperativa Bancoop. A OAS assumiu também a reforma de um apartamento tríplex de 297 metros quadrados no Guarujá, litoral de São Paulo. Praticamente um ano depois após a representação feita pelo deputado, as denúncias do parlamentar ganharam força com a Operação Lava Jato.
Em 16 de março de 2016, o juiz federal Sergio Moro retirou o sigilo de interceptações telefônicas do ex-presidente. As conversas, gravadas pela Polícia Federal com autorização da justiça, incluem diálogo com a presidente Dilma Rousseff, que o nomeou como ministro chefe da Casa Civil, e também um trecho onde o ex-presidente comenta com o advogado Luiz Carlos Sigmaringa Seixas que o procurador geral da República Rodrigo Janot recusara quatro pedidos de investigação contra o senador Aécio Neves, mas aceitou um único, vindo de um bandido do Acre.  Este viria a ser o deputado Major Rocha.  Em 17 de março, o deputado usou seu espaço na tribuna na Câmara dos Deputados, em Brasília, para se defender das acusações. Rocha criticou o ex-presidente e o chamou de maior bandido deste país.

## Prisão de assessores
Em setembro de 2016 foram presos dois de seus assessores parlamentares, o casal Erika Cristina de Oliveira e Mariceldo Silva do Nascimento, por suspeita de participação em uma organização criminosa. As prisões ocorreram durante a primeira fase da Operação Êxodo, conduzida pela Polícia Civil, que investiga práticas de roubo, homicídio, tráfico de drogas, associação criminosa, além de ataques contra patrimônios no Acre. Segundo a polícia, o casal era responsável por organizar reuniões e comandar ataques e outros crimes. Na operação foram presas 63 pessoas. No dia seguinte às prisões, o deputado informou que sua assessora foi exonerada, sendo a única que prestava serviços direto a ele, enquanto o marido dela, Nascimento, ajudaria na entrega de panfletos, mas sem vínculo. Rocha colocou em dúvida a isenção da Polícia Civil nas investigações.

## Votações
Em 2016, votou pela continuidade do processo de impeachment de Dilma. Já em 2017, votou a favor da PEC do teto dos gastos e também pela continuidade da investigação do presidente Temer.